# Riddes
Riddes is een plaats in Zwitserland. Riddes ligt in het kanton Wallis, in het Rhônedal tussen de Rhône en de berghelling. Het ligt met de stroom mee in het Rhônedal op dezelfde hoogte als Leytron.
De gemeente Riddes telt behalve Riddes zelf enkele dorpen. Daarvan is La Tzoumaz, of les Mayens-de-Riddes op ongeveer 1.500 m, het belangrijkste, in het wintersportgebied van Verbier. La Tzoumaz is met dezelfde weg, die ook naar Isérables gaat, te bereiken. Verder liggen de dorpen Écône, Les Esserts en Villy in de gemeente. Les Esserts en Villy liggen vlak bij La Tzoumaz, maar Écône ligt beneden in het dal naast Riddes zelf.

## Geboren
- Jean-René Fournier (1957), Zwitsers politicus